# Acrisione
Acrisione is een geslacht uit de composietenfamilie (Asteraceae). De soorten komen voor van Chili tot in Argentinië.

## Soorten
- Acrisione cymosa (J.Rémy) B.Nord.
- Acrisione denticulata (Hook. & Arn.) B.Nord.